# كارين كالابريس
كارين كالابريس (بالإنجليزية: Karyn Calabrese)‏ هي طاهية وسيدة أعمال وصاحبة مطعم أمريكية، ولدت في 20 أبريل 1947 في شيكاغو في الولايات المتحدة.